# دراغان ديلاس
دراغان ديلاس ((بالصربية: Драган Ђилас)‏ ، وتلفظ [drǎɡan d͡ʑîlaːs] ، ولد في 22 فبراير 1967) وهو رجل أعمال وسياسي صربي شغل منصب رئيس بلدية بلغراد منذ 2008 وحتى 2013.
فمنذ 25 نوفمبر 2012  وحتى 31 مايو 2014، شغل منصب رئيس الحزب الديمقراطي (DS)، والذي يطلق عليه حزب المعارضة الرئيسي في البلاد.
وكعضو في الحزب الديمقراطي، شغل ديلاس منصب عمدة بلدية العاصمة الصربية بين العامين 2008 و 2013. وشغل منصب الوزير غير المسؤول عن خطة الاستثمار الوطنية في مجلس الوزراء الصربي للفترة 2007-2008 وقبل ذلك شغل منصب مدير مكتب الرئيس الشعبي بين عامي 2004 و 2007.
وفي 18 أبريل 2011، أصبح ديلاس رئيسًا لاتحاد كرة السلة في صربيا (KSS). ومن ثم استقال في نوفمبر 2016.

## الحياة
ولد ديلاس في عام 1967 في بلغراد. والده من Očigrije بالقرب بيهاتش، بينما والدته من Banatski Brestovac لكن لديها إرث من ليكا.
تخرج ديلاس من كلية الهندسة الميكانيكية من جامعة بلغراد في هندسة الطيران.
وعمل صحفياً في راديو إندكس. في 15 مايو 1989، ومن ثم اندمج جزء من راديو إندكس مع برنامج Ritam Srca الإذاعي مما أدى إلى تكوين راديو B92 ، ويعني ذلك بأن ديلاس كان من مؤسسي المحطة الجديدة. وسرعان ما أصبح محرراً للأخبار في المحطة.
وفي الوقت نفسه، كان ديلاس نشطا في معارضة حكم  سلوبودان ميلوسيفيتش، حيث قاد الاحتجاجات الطلابية في العامين 1991 و 1992. وفي 19 مارس 1991، وبعد عشرة أيام فقط من احتجاج 9 مارس القاسي والذي أنهى بحياة شخصين وما أعقب ذلك من اشتباكات بين الطلاب والشرطة، وأتى ميلوسيفيتش (رئيس صربيا في ذلك الحين) إلى جامعة بلغراد من أجل مقابلة الطلاب حيث تاحت الفرصة للقائد الطلابي ديلاس لمخاطبته في لقاء غير مريح سُجل بكاميرات التلفزيون. لاحقًا، كان ديلاس جزءًا من وفد طلابي رسمي تلقاه ميلوسيفيتش. وكقائد طلابي وناشط، في يونيو 1992، ظهر ديلاس في برنامج مقابلة RTS Razgovor s povodom وبذلك حصل على 50 دقيقة من البث على التلفزيون الحكومي، والذي استخدمه للانتقاد من سياسات Miloševi. وطوال هذه الفترة، تلقى ديلاس باستمرار عروض من اثنين من أكبر أحزاب المعارضة في ذلك الوقت، حركة التجديد الصربي (SPO) والحزب الديمقراطي (DS) للانضمام إلى صفوفهما، لكنه رفض.
وفي السنوات القادمة، استمر في المشاركة بنشاط في التجمعات المناهضة المختلفة لميلوسيفيتش بين العامين 1996 و 2000، رغم أن نشاطه الآن أصبح متراجعاً بالنسبة لمهنته التجارية الناشئة في سوق وسائل الإعلام.

## العمل الوظيفي
ومنذ منتصف التسعينيات، كان ديلاس نشطا جدا في سوق وسائط الإعلام الصربية. وبعد الانتهاء من العمل كصحفي، دخل في مجال التسويق كمدير لوسائط الإعلام في وكالة «ساتشي آند ساتشي». ومن ثم ذهب إلى براغ، وافتتح مع ملاكان جورديفيتش وعدد قليل من الأصدقاء الآخرون الشركة في عام 1995. ولاحقاً بدأ عمله الأول في بلغراد 1998.
ولديه حصة أقلية في أحد الشركات ذات مسؤولية محدودة تسمى مجموعة multikom والتي تنقسم ملكيتها بين ديلاس (25٪) Dragoslav Ilić (42%), Milica Delević (25%) and Nebojša Garić (8%).
وتنشط الشركة أيضًا في البوسنة والهرسك، ومقدونيا الشمالية، والجبل الأسود.
ومنذ عام 2001، شارك ديلاس (من خلال مجموعة Multikom) امتلاك شركة مساهمة مغلقة تدعى «الإعلام المباشر»،  وهي شركة إعلامية تبيع مساحة للإعلانات في مختلف منافذ الإعلام الإلكترونية الصربية. كما تقدم الشركة حقوق الإعلان في الأحداث الرياضية الضخمة مثل كأس العالم، الأولمبياد، وبطولات كرة السلة العالمية.

## الحياة السياسية
ورغم نشاطه السياسي في مختلف الأشكال منذ شبابه المبكر، إلا أن ديلاس دخل السياسة بشكل رسمي في عام 2004 لحظة انضمامه إلى الحزب الديمقراطي (DS).

### مكتب الشعب
وفي 1 أكتوبر 2004، أصبح ديلاس مديرًا لمكتب الشعب، والذي أُنشئ من قبل الرئيس المنتخب مؤخراً لصربيا بوريس تاديتش. وكان إنشاء مكتب الشعب أحد وعود تاديتش بالانتخابات الرئاسية في يونيو 2004. وبقي ديلاس في هذا المنصب حتى مايو 2007 عندما شكلت حكومة صربيا الجديدة أخيرًا من قبل DS و DSS - NS تحالف ما يقرب من 5 أشهر بعد الانتخابات البرلمانية في يناير 2007 . ثم أصبح وزيرا غير مسئولاً عن خطة الاستثمار الوطنية.

### الوزير بدون حقيبة مسئول عن خطة التنفيذ الوطنية
غير أن مدى ولايته كانت قصيرة بدءاً من سقوط الحكومة في فبراير 2008 بعد إعلان الاستقلالية لكوسوفو.
وامتازت فترة ولاية ديلاس باشتباكات شرسة متكررة مع الزميل الحكومي وزير الاستثمار الرأسمالي فيليمير إليتش وكان لدى الاثنين بالفعل تاريخ من الخصومة العامة عندما أصبحا جزءاً من نفس الوزارة في مايو 2007. ولم تستغرق عداوتهم وقتًا طويلاً حتى اشتعلت الخلافات مجددًا، وفي أكتوبر 2007، اندلعت الأمور عندما أجرى إيليتش مكالمة هاتفية غاضبة مليئة بالفحش إلى مكتب ديلاس، والتي انتهى نصها في وسائل الإعلام الصربية.

### عمدة بلغراد
وفي 19 أغسطس 2008، أدى ديلاس اليمين الدستورية كعمدة جديد لبلغراد.
أثناء الحملة الانتخابية لرئاسة بلدية بلغراد في عام 2008، تم إدانة ديلاس كثيراً ك «قطب» من قبل الحزب الديمقراطي الليبرالي بسبب ثروته الشخصية المتجمعة. بل كانت هناك حملة لرش الجدران تحمل عبارة «ديلاس تاجكون» على العديد من المباني حول بلغراد. إلا أن الحزب نفى أي صلة له بالكتابات التي تم رشها.

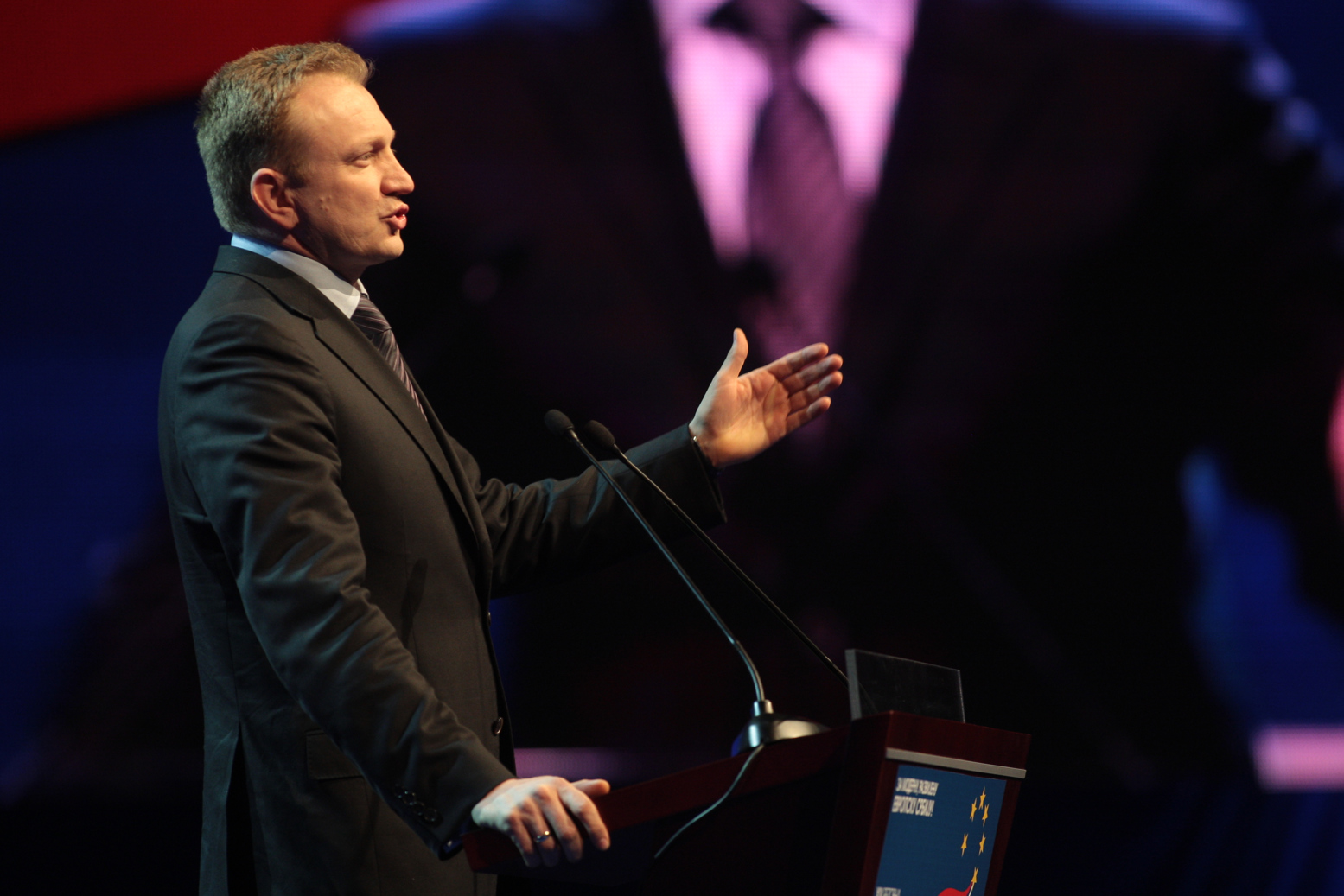
ديلاس يتحدث في الجمعية الانتخابية للحزب الديمقراطي عام 2010

وتم عزله من منصبه كعمدة في 18 تشرين الثاني/ نوفمبر 2013، وعُيِّن سينيشا مالي رئيسًا لمجلس بلغراد المؤقت.

### رئيس الحزب الديمقراطي
في نوفمبر 2012، انتُخب رئيسًا للحزب الديمقراطي، خلفاً لبوريس تاديتش. بعد سوء نتائج الانتخابات في الانتخابات البرلمانية لعام 2014، عقدت الجمعية الانتخابية DS في مايو، حيث خسر رئاسة الحزب لبويان باجتيتش. في أكتوبر 2014، استقال من عضوية مجلس الأمة وانسحب من الحياة العامة.
وترك الحزب في يونيو 2016، ولكنه لم يرغب في التعليق على أسباب هذا القرار.

### التحالف من أجل صربيا
عندما فازت قائمة ديلاس بنسبة 18.93٪ من الأصوات الشعبية بعد انتخابات مجلس مدينة بلغراد في عام 2018، أعلن عن تشكيل تحالف سياسي معارض جديد - باعتباره ثقلاً موازياً لنظام الأمن القومي الحاكم. فكان طموحه هو جمع كل الأحزاب والمنظمات السياسية المعارضة بغض النظر عن توجهها السياسي.لوقد نجح جزئيًا في ذلك، ورسمياً تم تشكيل SzS في سبتمبر 2018، حيث اتحدت أحزاب يسار الوسط مثل DS وأحزاب يمين الوسط مثل NS. منذ أن رحب ديلاس بدفيري (حزب سياسي يميني) في التحالف، فقد رفضت بعض المنظمات الليبرالية وذات الميول اليسارية (وأبرزها حزب ساشا يانكوفيتش PSG) الانضمام للتحالف، وعلى الرغم من أنهم أعلنوا أنهم على استعداد للتعاون في مواضيع مختلفة، وخاصة بشأن مسألة تنظيم الانتخابات.

### حزب الحرية والعدالة
أُسس حزب الحرية والعدالة (SSP) في بلدية بلغراد ستاري غراد في 19 أبريل 2019. وانتُخب ديلاس كرئيس للحزب، وبوركو ستيفانوفيتش نائباً للقائد ونائب للرئيس، ومارينيكا تيبيتش وديان بولاتوفيتش نائبا الرئيس. فكان الحزب قادرًا على التخلي عن عملية التسجيل المألوفة للأحزاب السياسية في صربيا عندما سمح بولاتوفيتش بإعادة تشكيل زيلينا إيكولوسكا بارتيجا - زيليني ؛ قانونيا، SSP هو يخلف لحزب بولاتوفيتش.
وفي عام 2020، قاطع الحزب الاجتماعي الاشتراكي الانتخابات البرلمانية مع عدد كبير من الأحزاب المعارضة الأخرى.

## المواقف والآراء السياسية

### الاتحاد الأوروبي وحلف شمال الأطلسي
ويتضامن ديلاس مع انضمام صربيا إلى الاتحاد الأوروبي،  مدعياً بأن مواطني صربيا هم «جزء من عائلة الأمم الأوروبية»،  وأن الانضمام إلى الاتحاد الأوروبي ينبغي أن يكون الهدف الاستراتيجي لصربيا.
وقال في أبريل 2014، إن الأفكار الزاعمة بأن صربيا يمكن أن تسعى للحصول على تعويض من دول حلف الشمال الأطلسي عن قصف 1999 كانت «لا وجود لها» كما قال أيضاً: لحقت بصربيا أضرارًا «ضخمة» في ذلك الوقت. وعندما سئل ديلاس عما إذا كان انضمام صربيا إلى منظمة الناتو سيعجل من انضمامها إلى الاتحاد الأوروبي، فقال إن صربيا «دمرت في قصف الناتو»، وأن «آلاف الأشخاص قتلوا» ولهذا السبب «لا فائدة» من الحديث عن هذا الموضوع، مضيفا بأنه ينبغي لصربيا أن تتعاون مع الناتو «وهو ما ظللنا نفعله منذ فترة طويلة من أجل أمن الذين يعيشون في هذا الجزء من أوروبا»، لكن عضوية صربيا في الناتو «ليست موضوعًا في الحقيقة».

### مسألة كوسوفو
وذكر ديلاس بأنه عندما يصبح الأمر متعلقاً بمسألة إقليم كوسوفو المتنازع عليه، فإن الحل ليس " التقسيم، بل المصالحة"، وأن كوسوفو تخص كلا من الصرب والألبان على حد سواء. ففي سبتمبر 2019، صرح ديلاس لوسائل الإعلام بأن خطة حزبه لعملية المصالحة بين الصرب والألبان تتوخى أن الأشخاص الذين ارتكبوا جرائم حرب أو حرضوا على جرائم حرب لا يمكنهم المشاركة في عملية إعادة المصالحة،  بينما قال في أكتوبر 2019 "لن أوقع على اتفاقية تعترف باستقلال كوسوفو"، فهو اتفاق مخالف لقوانيننا وللقانون الدولي ومخالف لمفاهيم مثل الأخلاق والجزء الذي ما زلت أؤمن به ".

### اقتصاد
كتب ديلاس في أحد المقالات الصحفية، بأنه يدافع عن رأس مالية الدولة وأن استثمارات الدولة الرئيسية في الزراعة والطاقة، هي وحدها التي يمكنها بدء الاقتصاد الصربي. بدلاً من خصخصة PKB ، ويقترح نظامًا للمؤسسات الزراعية المملوكة للدولة والذي بدوره سيشجع تحسين الزراعة وصناعة الأغذية.

## الحياة الشخصية والمساعي الأخرى
يعد ديلاس المؤسس ونائب رئيس منظمة ناسا سربيجا الإنسانية للأطفال الصرب الذين تركوا دون أحد الوالدين أو كليهما في حروب يوغوسلافيا السابقة.
طلق عام 2007، حيث كان متزوجًا من ميليكا ديليفيتش منذ عام 1994، والتي تعد ناشطة سياسيًا أيضاً. فمن خريف 2003 حتى منتصف أغسطس 2004، ترأست مكتب التعاون مع الاتحاد الأوروبي التابع لمجلس الوزراء. ومن ثم من عام 2007 وحتى عام 2008، عُينت كنائبة لوزير الخارجية الصربي فوك يريميتش. وتترأس مكتب التكامل الأوروبي في الحكومة الصربية منذ تشرين الثاني (نوفمبر) 2008. وحضوا بابنتين معًا، صوفيا وجوفانا.
في سبتمبر 2009، تزوج ديلاس البالغ من العمر 42 عامًا من الطبيبة إيفا بيليفيتش البالغة من العمر 28 عامًا في حفل مدني متدني المستوى. وبعد عام شييع لديهم حفل زفاف الكنيسة. ولديهم ابنة اسمها آنا وابن اسمه فوك. وانفصلوا في عام 2013.

## روابط خارجية
- سيرة عمدة بلغراد
- سيرة دراغان إيلاس